# قلات (اوز)
Qalat، 

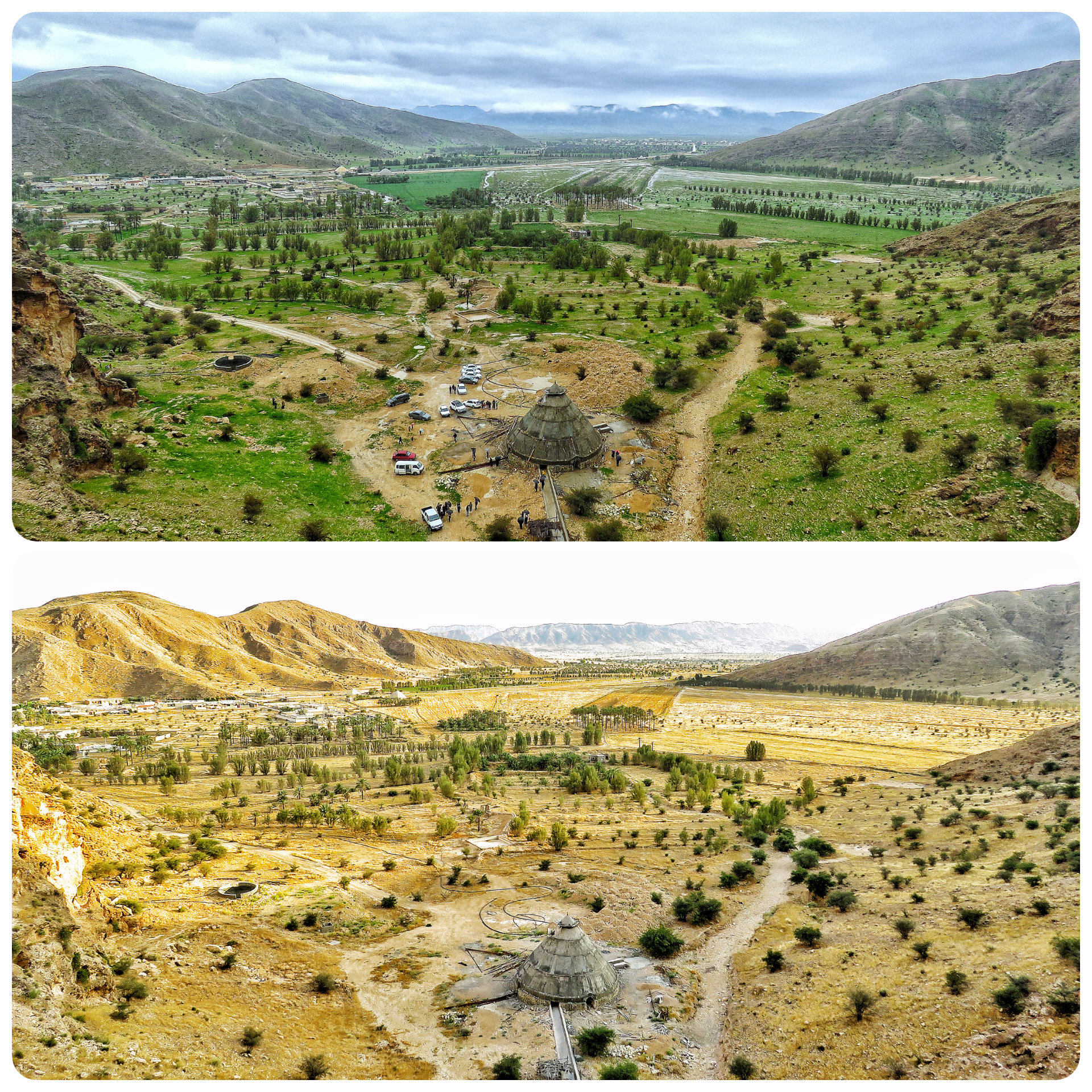
نمایی از دشت گوری در دو فصلِ بهار و تابستان

روستای قلات مرکز دهستان قلات، از توابع بخش بیدشهر ،
شهرستان اوز، در استان فارس، ایران است.
این روستا از سالیانی دور به علت وجود مردمی شجاع، مهمان نواز، نیک اندیش و مصلح، با فرهنگ و آداب و رسومی ،سنتی اسلامی، یکی از تاثیرگذارترین روستاهای این منطقه می باشد.
مردم این روستا به زبان اچمی صبحت می‌کنند.

## جمعیت
این روستا در دهستان قلات قرار دارد و براساس سرشماری مرکز آمار ایران در سال ۱۳۹۵، جمعیت آن ۸۷۲ نفر (۲۰۰خانوار) جمعیت دارد. در گذشته قلات از دوتا ده تشکیل شده بود به اسم قلات اسمن و قلات میمن خانه هایشان همه از گل و خشت با سقف چوبی بوده که آثاری از آن باقی نمانده است. 